# Massacre d'Avranches
Le massacre d'Avranches est la mise à mort par fusillade de 800 prisonniers vendéens par les troupes républicaines, les 21 et 22 novembre 1793, à Avranches lors de la guerre de Vendée.

## Contexte
Pendant la Virée de Galerne, les Vendéens de l'armée catholique et royale, renforcés par des volontaires bretons et mainiaux, pénètrent en Normandie avec l'intention d'attaquer le port de Granville. Le 13 novembre, venus de Dol-de-Bretagne et Pontorson, ils marchent sur Avranches. Le district ordonne de détruire le pont de Ville Chérel, mais l'ordre n'est pas exécuté. Les autorités républicaines rassemblent 5 000 à 6 000 paysans des communes rurales des alentours, mais ceux-ci, sans armes, se dispersent à la vue des cavaliers vendéens. La ville est prise presque sans combat par l'armée vendéenne qui peut ainsi trouver de quoi se ravitailler.
La plupart des membres de l'administration républicaine prennent la fuite, quelques-uns cependant, ainsi que quelques soldats, sont faits prisonniers et incarcérés, tandis que des suspects emprisonnés avant l'arrivée des Vendéens sont délivrés par le général Marigny. Ces derniers, parmi lesquels l'ancien maire Louis-Jules Boessel-Dubuisson, intercèdent en faveur des patriotes et demandent leur libération, ce qui est accordé. Les quelques prisonniers républicains sont également libérés contre la promesse de ne plus combattre les royalistes ; ils ont les cheveux tondus afin d'être reconnus s'ils devaient trahir leur serment. Plusieurs actes de pillages sont cependant commis par les insurgés et deux hommes sont fusillés.
Dès le 14, renforcés par un petit nombre d'habitants qui se sont joints à eux, les Vendéens poursuivent leur marche en direction de Granville. Ils laissent à Avranches les blessés et les malades, soignés dans l'église, ainsi que les femmes et les enfants, protégés par une arrière-garde commandée par Royrand et Fleuriot.
Du 14 novembre, les Vendéens attaquent Granville, mais ils abandonnent le siège dès le lendemain et se replient sur Avranches. Ils reprennent la direction de Pontorson le 18 novembre, poursuivis par 6 000 hommes de l'armée des côtes de Cherbourg, partis de Caen, sous les ordres du général Sepher et du représentant en mission Laplanche.

## Déroulement

### Exécutions du champ de Lansoudière le 21 novembre
Le 21 novembre, alors que les Vendéens et les Républicains s'affrontent à la bataille de Dol, les troupes du général Sepher entrent à Avranches. L'administration locale regagne aussitôt la ville, mais elle craint que les représentants en mission n'en ordonnent l'incendie, conformément au décret du 1er novembre de la Convention nationale ordonnant que toute ville prise par les Vendéens sans avoir résisté soit livrée aux flammes. Le représentant en mission Jean-Baptiste Le Carpentier accuse la population de lâcheté ou de trahison et écrit : « Encore quelques jours, citoyens collègues, et j'espère vous annoncer l'anéantissement de la nouvelle Vendée de la Manche et brûler, s'il est nécessaire, l'infâme Avranches. »
Aussi informée que les Vendéens ont laissé à l'hôpital 55 à 60 des leurs, blessés ou malades, la première mesure de l'administration est d'ordonner leur exécution. Ces derniers sont conduits au champ de Lansoudière et fusillés,. 
Le 16 décembre, les administrateurs écrivent au Comité de salut public :

« Aussitôt que nous avons été informés, que l'armée scélérate avait évacué la ville, nous nous sommes empressés d'y rentrer et de reprendre nos fonctions.
Un de nos premiers soins a été de faire fusiller 55 à 60 de ces coquins, qui étaient à l'hôpital. Nous nous sommes occupés, sans perdre de temps, des moyens de découvrir et de livrer au glaive de la loi ces êtres lâches et perfides qui, sans avoir le courage de se joindre à la horde fanatique, ont partagé ses forfaits en lui indiquant des patriotes à piller et à égorger. »

Ils écrivent également au représentant en mission Bouret :

« Nous avons repris nos fonctions immédiatement après la retraite de l'armée scélérate ; nous en avons fait fusiller environ soixante et l'on ose nous incriminer! Suffit-il donc de se dévouer sans réserve au service de la République pour devenir l'objet de la haine et de la persécution des intrigans? »

### Exécutions de la plaine de Changeons le 22 novembre
De son côté, le représentant Laplanche donne alors l'ordre aux troupes de ratisser la ville et ses alentours à la recherche des traînards de l'armée vendéenne,. En quelques heures, les républicains font 800 prisonniers,.
Le 22 novembre, les captifs, pour la plupart blessés ou malades, sont conduits sur le plateau de Changeons — ou Champ-Jonc — où trois bataillons les encerclent, ouvrent le feu et poursuivent le tir pendant plus d'une heure jusqu'à l'extermination complète,,.
Le représentant Laplanche écrit au Comité de salut public le jour même : 

« Nous avons trouvé hier à notre arrivée ici beaucoup de rebelles qui étaient restés en arrière et auxquels notre arrivée inopinée dans cette commune n'a pas donné le temps de fuir. La vengeance nationale s'est exercée sur eux et il n'en est plus question. Dans le nombre était une femme qui avait cherché asile dans une auberge, sous prétexte de maladie. On lui a surpris 19 louis, tant en or qu'en argent et en assignat, mais en petit nombre, qui ont été distribués aux républicains qui l'ont découverte et arrêtée,. »

Des battues continuent d'être organisées les jours suivants, plusieurs habitants du district soupçonnés de s'être joints aux Vendéens sont emprisonnés, certains sont tués. Plusieurs fuyards sont retrouvés noyés en voulant franchir la Sélune, d'autres sont fusillés par la Commission Le Carpentier.

## Bilan humain
Les exécutions du 21 novembre au champ de Lansoudière font une soixantaine de morts selon les administrateurs d'Avranches,. Pour les exécutions du 22 novembre à Changeons, François-Joseph Grille écrit en 1841 dans Le Siège d'Angers que 800 personnes ont été fusillées sur ordre du représentant Laplanche. Ce nombre est également repris par Félix Jourdan puis par Émile Gabory.